# ヴィツゥ
ヴィツゥ （英語: Vitsoe Limited）はディーター・ラムスがデザインを手がけるイギリスの家具会社。早くも1960年代から高いデザイン性と機能性を併せ持つ家具を販売しており、今日に至るまでの名声を博している。

## 社史
ラムスの同僚のオットーがニールス・ヴィツゥ (1913–1995)をラムスに紹介する。1959年、彼らは「ヴィツゥ+ツァプ」と称する会社を設立し、ラムスがデザインした家具の製造を始める。
このときラムスはブラウン社のために働いていたが、アーウィンとブラウン社はこの副業を許可する。
1969年、オットーの退社を機に社名を「ヴィツゥ」と改名する。1995年まで、本社と工場はすべて英国内で営業されている。

## 606 ユニバーサル・シェルビング・システム

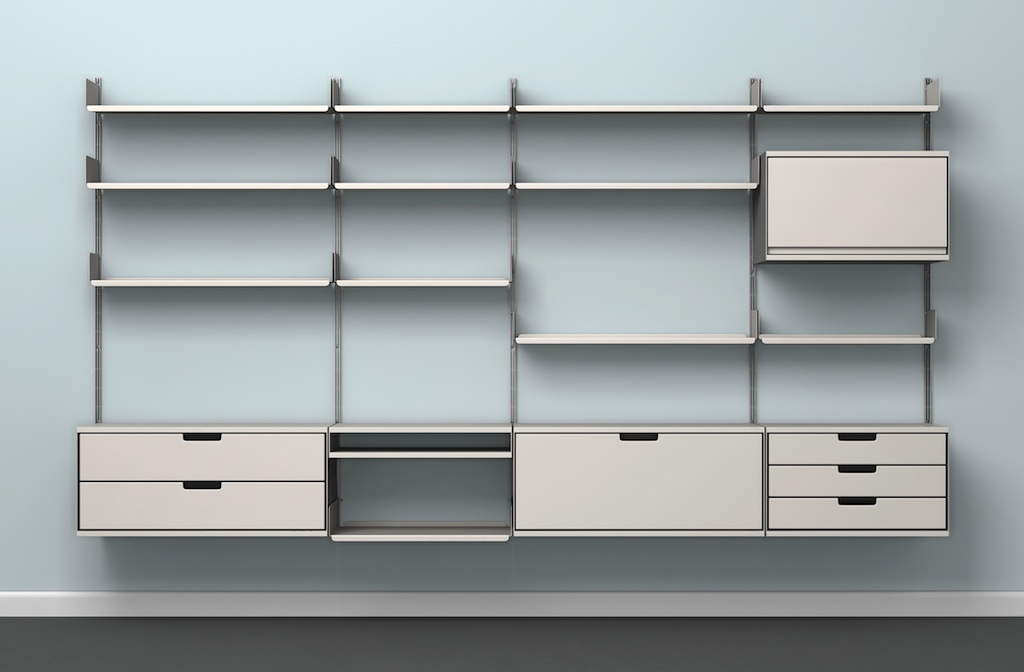
Vitsoe606

ヴィツゥの主力商品は、1960年にラムスがデザインした「606 ユニバーサル・シェルビング・システム」である。これは個人の需要、またその変化にあわせて拡張、調整できるモジュラー式のシステムである。ニューヨーク近代美術館のコレクションにも加えられている。

## 620 チェア・プログラム

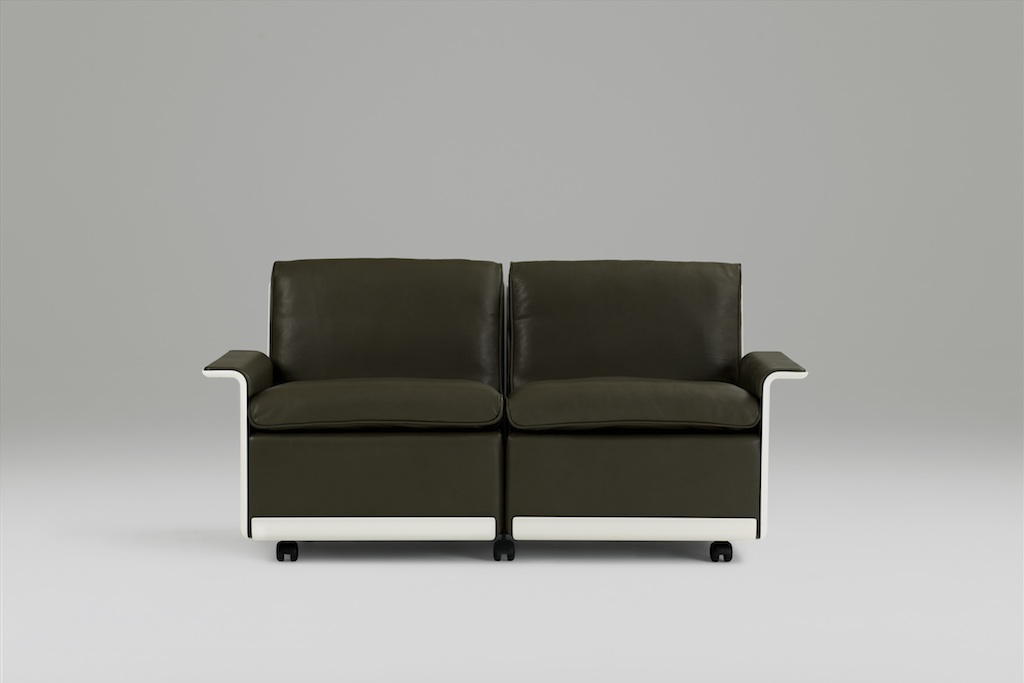
Vitsoe 620 Chair Programme

620 チェア・プログラムは1962年にラムスがデザインした、持ち主によって背もたれをローバックもしくはハイバックに組み替えることの出来る椅子である。620 チェア・プログラムの脚は取り外すこともでき、脚・キャスター、回転台を個人の利用目的に合わせて選ぶことができる。肘掛けも取り外す事ができるばかりか、追加の椅子をつなげることで好きな長さのソファを作る事ができる。レザーカバはすべて取り外し・交換可能となっている。
620 チェア・プログラムは1966年にローゼンタールスタジオ賞を受賞し、続いて1969年にウィーンで開催された国際家具展覧会でも金賞を勝ち取った。また、1970年からヴィクトリア&アルバート博物館のコレクションに加えられている。